# Morris Jastrow, Jr.
Pour les articles homonymes, voir Jastrow.
Morris Jastrow, Jr. est un orientaliste américain des XIXe et XXe siècles (13 août 1861 – 22 juin, 1921).

## Éléments biographiques
Né à Varsovie, il émigre en Philadelphie en 1866, lorsque son père, Marcus Jastrow, accepte le poste de rabbin de la congrégation Rodeph Shalom. Diplômé de l'Université de Pennsylvanie en 1881, il voyage en Europe, étudiant à Paris et Leipzig, où il passe son doctorat, avant de retourner aux États-Unis, où il devient professeur de langues sémitiques et bibliothécaire de l'université de Pennsylvanie.
Il devient président de l'American Oriental Society en 1915.

## Œuvre
Morris Jastrow, Jr. a tout d'abord publié les Selected Essays of James Darmesteter (avec un mémoire ; les essais ont été traduits par son épouse) et le texte arabe des traités grammaticaux de Abu Zakariyya Hayyug (1897). Il a ensuite été l'un des éditeurs de la Jewish Encyclopedia (1901-1906), et contribué à plusieurs de ses articles.
Il a en outre écrit :
- une série de Handbooks on the History of Religion.
- (en) The Religion of Babylonia and Assyria, Boston, Ginn & Company, 1898 (lire en ligne)
  - (de) Die Religion Babyloniens und Assyriens, vol. 1, Giessen, J. Ricker'sche Verlagsbuchhandlung, 1905, 550 p. (lire en ligne)
Traduction allemande du précédent. Le vol.  2 est paru en 1912.
- (en) The Study of Religion, London, The Walter Scott Publishing Co., Ltd., coll. « The Contemporary Science Series », 1902 (lire en ligne) (Ou : New York, Charles Scribner's Sons
- Ferdinand Justi, Morris Jastrow, Sara Y. Stevenson, Egypt and Western Asia in Antiquity, Philadelphia, 1905. (Réédition en avril 2016  (ISBN 9781530953318) (page consultée le 26/01/2023)
- (en) Aspects of Religious Belief and Practice in Babylonia and Assyria, New York, G. P. Putnam's Sons, coll. « American Lectures on the History of Religions », 1911 (lire en ligne)
- (en) Hebrew and Babylonian Traditions, New York, Charles Scribner's Sons, coll. « Haskell Lectures at Oberlin », 1913; revised, 1914 (lire en ligne)
- (en) The Civil Law of Babylonia and Assyria (1915)
- (en) The War and the Bagdad Railroad, Philadelphia and London, J. B. Lippincott Company, 1917 (lire en ligne)
- (en) The War and the Coming Peace, Philadelphia and London, J. B. Lippincott Company, 1918 (lire en ligne)
- A Gentle Cynic, Philadelphia and London, J. B. Lippincott Company, 1919 (lire en ligne))
- (en) The Book Of Job Its Origin Growth And Interpretation Together With A New Translation Based On A Revised Text, Philadelphia and London, J. B. Lippincott Company, 1920 (lire en ligne)
- (en) The Eastern Question and its Solution (1920)
- (en) The Song of Songs, Philadelphia and London, J. B. Lippincott Company, 1921 (lire en ligne)